# Luther (Iowa)
Luther is een plaats (city) in de Amerikaanse staat Iowa, en valt bestuurlijk gezien onder Boone County.

## Demografie
Bij de volkstelling in 2000 werd het aantal inwoners vastgesteld op 158. In 2006 is het aantal inwoners door het United States Census Bureau geschat op 150, een daling van 8 (-5,1%).

## Geografie
Volgens het United States Census Bureau beslaat de plaats een oppervlakte van 2,0 km², geheel bestaande uit land. Luther ligt op ongeveer 310 m boven zeeniveau.

## Plaatsen in de nabije omgeving
De onderstaande figuur toont nabijgelegen plaatsen in een straal van 16 km rond Luther.